# Eubúlides d'Atenes
Eubúlides (en llatí Eubulides, en grec antic Εὐβουλίδης) fou un notable atenenc que va perdre una causa judicial en la que actuava com acusador, per culpa del testimoni d'un home anomenat Euxiteu (Euxitheus). Eubúlides es va revenjar d'aquest i va aconseguir que es dictés un veredicte molt irregular per part dels dirigents del seu demos pel qual va ser acusat de no ser ciutadà atenenc. Euxiteu va apel·lar i va aconseguir demostrar que era ciutadà. Entre els discursos de Demòstenes n'hi ha un sobre la defensa d'Euxiteu, que alguns autors atribueixen a Lísies.